# 羅漢亭駅
羅漢亭駅（ナハンジョンえき）は、韓国鉄道公社嶺東線にかつて存在したスイッチバック駅である。なお当記事では駅跡地に誕生したチューチューパークについても記述する。

## 歴史
- 1939年3月1日：駅舎竣工
- 1940年8月1日：信号所として営業開始[1]
- 1953年4月1日：普通駅に昇格
- 1977年5月16日：運転取り扱い停止[2]
- 1995年7月31日：興田駅 管理駅に指定
- 1996年8月19日：旧駅舎解体
- 1996年12月12日：新駅舎竣工
- 2004年9月1日：貨物取扱停止[3]
- 2008年1月1日：旅客取り扱い停止
- 2012年6月20日：廃止まで一時旅客取り扱い再開
- 2012年6月27日：ソラントンネルの開業に伴い廃止[4]
- 2014年10月24日：チューチューパークスイッチバックトレインの運行開始